# Nyekk, a macska
A Nyekk, a macska (Eek! The Cat) amerikai-kanadai rajzfilmsorozat, amelyet Savage Steve Holland és Bill Kopp készítettek a Nelvana közreműködésével a Fox Kids számára 1992 és 1997 között. 

## Cselekmény
A műsor a címadó lila színű macskáról szól, aki nagyon jószívű és kedves. Általában pont ez a tulajdonsága az, ami bajba sodorja őt és barátait, valamint Anabellet, a szerelmét. A macskának természetesen ellenségekkel is meg kell küzdenie, többek közt Cápival, Anabelle cápaszerű házőrző kutyájával. 

## Epizódok
A műsor 5 évadot ért meg, 75 epizóddal. Egy epizód 24 perces. 

## Szereposztás
| Szereplő        | Eredeti hang                                     | Magyar hang         |
| --------------- | ------------------------------------------------ | ------------------- |
| Nyekk, a macska | Bill Kopp                                        | Kálloy Molnár Péter |
| Anabelle        | Tawnny Kitaen (1-3.évad), Karen Haber (3-5.évad) | Kiss Eszter         |
| Anabelle        | Tawnny Kitaen (1-3.évad), Karen Haber (3-5.évad) | Szórádi Erika       |
| Anya            | Elinor Donahue                                   | Pokorny Lia         |
| Anya            | Elinor Donahue                                   | Orosz Anna          |
| Wendy           | Elizabeth Daily                                  | Simonyi Piroska     |
| JB              | Charlie Adler                                    | Petrik Péter        |
| JB              | Charlie Adler                                    | Minárovits Péter    |

## Magyar stábtagok
MTV1-szinkron (1-6.rész):
Magyar szöveg: Görgényi Tamás, Kozik Gábor
Hangmérnök: Takács György
Vágó: Sándor Márta
Gyártásvezető: Udud Sándor
Szinkronrendező: Kosztola Tibor
Szövegek felolvasása: Ciprusz Éva
Megrendelő: Magyar Televízió Rt.
Szinkronstúdió: Art Szinkron
Fox Kids-szinkron (7.résztől):
Magyar szöveg: Köves Nikolett
Hangmérnök: Bauer Zoltán
Gyártásvezető: Derzsi Kovács Éva
Szinkronrendező: Kertész Andrea
Szövegek felolvasása: Ciprusz Éva
Megrendelő: Fox Kids
Szinkronstúdió: Digital Media Services

## Közvetítés
Amerikában a Fox Kids, Kanadában az YTV, az Egyesült Királyságban pedig a BBC gyerekeknek szóló csatornája, a CBBC tűzte műsorára a sorozatot. Magyarországon az MTV1 mutatta be a rajzfilmsorozat első hat epizódját 1999-ben a rövid életű Fox Kids műsorblokkban, majd 2000-től az önálló Fox Kids csatorna adta tovább. A későbbiekben a TV2 is sugározta a Fox Kids, majd a Jetix nevű hétvégi reggeli műsorblokkjában.